# Dasybasis appendiculata
Dasybasis appendiculata är en tvåvingeart som beskrevs av Macquart 1847. Dasybasis appendiculata ingår i släktet Dasybasis och familjen bromsar. Inga underarter finns listade i Catalogue of Life.